# Karabalta
Karabalta város Kirgizisztánban, Csüj tartományban. Lakosságának száma a becslések szerint 2017-ben 43 000 fő volt. A települést 1975-ben alapították.

## Népesség
A város népességének változása:
| Lakosok száma | 6651 | 10 678 | 10 844 | 47 274 | 53 887 | 47 159 | 43 531 | 37 834 |
|               | 1939 | 1959   | 1970   | 1979   | 1989   | 1999   | 2001   | 2009   |